# Köhlersloh
Köhlersloh ist ein Gemeindeteil des Marktes Küps im Landkreis Kronach (Oberfranken, Bayern).

## Geographie
Der Weiler liegt am Fuße der Birnleite. Ein Anliegerweg führt nach Johannisthal zur Staatsstraße 2200 (0,2 km südwestlich).

## Geschichte
Gegen Ende des 18. Jahrhunderts bestand Köhlersloh aus 3 Anwesen (1 Fronsölde, 1 Häuslein, 1 Mahlmühle). Das Hochgericht übte das Rittergut Schmölz-Theisenort im begrenzten Umfang aus. Es hatte ggf. an das bambergische Centamt Kronach auszuliefern. Das Rittergut Schmölz-Theisenort war zugleich Grundherr der Anwesen.
Mit dem Gemeindeedikt wurde Köhlersloh dem 1808 gebildeten Steuerdistrikt Theisenort und der 1818 gebildeten Ruralgemeinde Theisenort zugewiesen. Am 1. Mai 1978 wurde Köhlersloh im Zuge der Gebietsreform in Bayern in die Gemeinde Küps eingegliedert.

### Einwohnerentwicklung
| Jahr      | 001818 | 001861 | 001871 | 001885 | 001900 | 001925 | 001950 | 001961 | 001970 | 001987 |
| Einwohner | 10     | 23     | 14     | 24     | 27     | 22     | 38     | 12     | 16     | 15     |
| Häuser    | 3      |        |        | 3      | 3      | 3      | 3      | 3      |        | 5      |
| Quelle    | [ 5 ]  | [ 7 ]  | [ 8 ]  | [ 9 ]  | [ 10 ] | [ 11 ] | [ 12 ] | [ 13 ] | [ 14 ] | [ 1 ]  |

## Religion
Die Protestanten sind nach St. Laurentius (Schmölz) gepfarrt und die Katholiken nach Heiligste Dreifaltigkeit (Theisenort).